# 北庭节度使
北庭節度使，是唐朝在西域地区为防御天山北路部设置的節度使，天宝十节度使之一。712年九月北庭都护领节度，727年，分为伊西北庭节度使，731年合并为安西四镇北庭节度使。741年，再次分为北庭節度使和安西四镇节度使。北庭節度使防御突骑施、坚昆，下辖瀚海军、天山军、伊吾军、西州和伊州，领两万人。790年，因为北庭失陷回鹘，又泾原节度使兼领北庭節度。

## 历代節度使
- 张嵩（722年－？）
- 蓋嘉運（736年）
- 李珙（756年）
- 李元忠（781年－？）

驻怀州的镇西北庭行营节度使
- 李嗣业（758年－759年）
- 荔非元礼（759年－762年）
- 白孝德（762年）